# 티웨이항공 282편 테일스트라이크 사고
티웨이항공 282편 테일스트라이크 사고는 2016년 8월 7일 일본 오사카시 간사이 국제공항에서 대한민국 인천국제공항으로 돌아오는 티웨이항공 282편이 인천국제공항에 착륙했다가 자세 불안정으로 재이륙하는 과정에서, 과도하게 기수를 들어 올리다 동체 후미 부문을 활주로에 부딪혀서 테일스트라이크가 일어난 사고이며, 인명 피해는 없었다.

## 같이 보기
- 조류충돌
- 테일스트라이크
- 일본항공 115편 불시착 사고